# Jan Nezmar
Jan Nezmar (* 5. července 1977 Opava) je bývalý český fotbalový útočník, který v sezoně 2011/12 a 2012/13 hrál i na pozici stopera (střední obránce) v severočeském klubu FC Slovan Liberec, kam jej přeřadil trenér Jaroslav Šilhavý. Je nejlepším střelcem v historii Slovanu Liberec (62 gólů). Hrál dobře pozičně, byl výborným hlavičkářem. Profesionální kariéru ukončil po podzimní části sezóny 2012/13, v Liberci zůstal dalších pět let v roli fotbalového funkcionáře. Je také členem týmu Real TOP Praha, v jehož dresu se zúčastňuje charitativních zápasů a akcí.
Dne 1. června 2002 se oženil, když obřad se konal na zámku v Litultovicích a hostina pak následně v Hlavnici.

## Klubová kariéra
S fotbalem začínal v Hlavnici na Opavsku. Později pokračoval v Dolním Benešově, kde si zahrál 3. ligu (1995/96 – 1998/99, 33 branky v MSFL). V létě 1999 přestoupil do prvoligové Opavy, kde v premiérové prvoligové sezóně odehrál 24 zápasů a vstřelil 8 gólů. Po sezóně přestoupil do Slovanu Liberec, se kterým v sezóně 2001/02 získal titul. Ve stejné sezóně s Libercem postoupil do čtvrtfinále Poháru UEFA, kde byl klub vyřazen až Borussií Dortmund. V roce 2003 přestoupil do 1. FC Slovácko, kde strávil následující dvě sezóny.
V roce 2005 překvapivě přestoupil na Slovensko do MFK Ružomberok , se kterým v sezóně 2005/06 (na výročí 100 let od založení klubu) získal double, čili vyhrál slovenský titul a slovenský fotbalový pohár. Na začátku roku 2007 se vrátil zpět do Česka do Slovanu Liberec. V sezóně 2010/11 v zápase proti Bohemians Praha 1905 vsítil stý ligový gól a stal se tak 59. členem klubu ligových kanonýrů. V sezóně 2011/12 se dočkal svého třetího titulu, podruhé ho získal se Slovanem Liberec. Trenér Jaroslav Šilhavý ho před sezonou přesunul z útoku na místo středního obránce (stopera). Ve stejné sezóně se stal také sympaťákem Gambrinus ligy.
V domácím zápase předkola play-off Evropské ligy 2012/13 23. srpna 2012 hrál proti ukrajinskému týmu Dněpr Dněpropetrovsk, zápas skončil remízou 2:2. Odvetu 30. srpna na Ukrajině Slovan prohrál 2:4 a do skupinové fáze Evropské ligy se nekvalifikoval. Nezmar dostal ve 25. minutě druhou žlutou kartu a byl vyloučen.
23. listopadu 2012 po zápase posledního 16. kola podzimní části sezóny 2012/13 Dukla Praha - Liberec (3:0) ukončil profesionální fotbalovou kariéru.
Poté hrál v německém amatérském celku FC Oberlausitz Neugersdorf (Oberliga Süd, na úrovni 5. ligy), s nímž v dubnu 2014 postoupil do finále Saského poháru proti Chemnitzer FC (v něm přišla porážka 2:3). V FC Oberlausitz Neugersdorf hrál až do května 2016, během jeho působení tým postoupil do Regionalligy (4. německá liga).

## Funkcionářská kariéra
Po skončení profesionální hráčské kariéry v prosinci 2012 začal pracovat pro FC Slovan Liberec v roli sportovního ředitele (přitom hrál kopanou na amatérské úrovni v nižších německých soutěžích – viz Klubová kariéra). Na této pozici působil pět let. V listopadu 2017 obdržel nabídku na post sportovního ředitele ve Slavii Praha, kterou akceptoval. Funkce se ujal 5. prosince 2017. Jeho působení ve Slavii poznamenaly spory s předsedou představenstva Jaroslavem Tvrdíkem, ve funkci se rozhodl skončit k 31. srpnu 2020.

## Osobní život
Vystudoval ekonomickou fakultu Vysoké školy báňské v Ostravě, obor Podnikatelství a management, a Vysokou školu tělesné výchovy a sportu Palestra, obor Sportovní management.

## Politická kariéra
V parlamentních volbách 2013 kandidoval za SPOZ v Libereckém kraji, ale neuspěl.